# Зачатівська
Зача́тівська — проміжна залізнична станція Лиманської дирекції Донецької залізниці на лінії 340 км — Волноваха між станціями Розівка (21 км) та Хлібодарівка (18 км). Розташована у селищі Зачатівка Хлібодарівської громади Волноваського району Донецької області.

## Пасажирське сполучення
На станції зупиняються приміські поїзди сполученням Волноваха — Комиш-Зоря та поїзди далекого сполучення № 84/83 Маріуполь — Київ і  № 142/141 Маріуполь — Одеса.